# Purwo Kinanti
Purwo Kinanti is een bestuurslaag in het regentschap Jogjakarta van de provincie Jogjakarta, Indonesië. Purwo Kinanti telt 5186 inwoners (volkstelling 2010).